# Trias giữa
| Hệ/ Kỷ                                | Thống/ Thế | Bậc / Kỳ    | Tuổi (Ma) | Tuổi (Ma) |
| ------------------------------------- | ---------- | ----------- | --------- | --------- |
| Jura                                  | Dưới/Sớm   | Hettange    | trẻ hơn   | trẻ hơn   |
| Trias                                 | Trên/Muộn  | Rhaetia     | 201.3     | ~208.5    |
| Trias                                 | Trên/Muộn  | Noria       | ~208.5    | ~227      |
| Trias                                 | Trên/Muộn  | Carnia      | ~227      | ~237      |
| Trias                                 | Giữa       | Ladinia     | ~237      | ~242      |
| Trias                                 | Giữa       | Anisia      | ~242      | 247.2     |
| Trias                                 | Dưới/Sớm   | Olenek      | 247.2     | 251.2     |
| Trias                                 | Dưới/Sớm   | Indu        | 251.2     | 251.902   |
| Permi                                 | Lạc Bình   | Trường Hưng | già hơn   | già hơn   |
| Phân chia Kỷ Trias theo ICS năm 2020. |            |             |           |           |

Trong niên biểu địa chất, Trias giữa là thế thứ hai trong ba thế của Kỷ Tam Điệp. Nó là khoảng thời gian giữa 235 và 247.2 Ma (triệu năm trước đây). Trias giữa được chia thành kỳ Anisus và Ladin.
Trong thế này, thực vật có hoa chưa xuất hiện, nhưng thay vào đó là những cây dương xỉ và rêu. Khủng long nhỏ bắt đầu xuất hiện như Nyasasaurus.